# Liste der Monuments historiques in Scharrachbergheim-Irmstett
Die Liste der Monuments historiques in Scharrachbergheim-Irmstett führt die Monuments historiques in der französischen Gemeinde Scharrachbergheim-Irmstett auf.

## Liste der Bauwerke
| Bezeichnung                              | Beschreibung                                                      | Standort                                    | Kennzeichnung | Schutzstatus | Datum | Bild           |
| ---------------------------------------- | ----------------------------------------------------------------- | ------------------------------------------- | ------------- | ------------ | ----- | -------------- |
| Château de Scharrachbergheim             | ab dem 15. Jahrhundert                                            | Scharrachbergheim, 92 rue du Château (Lage) | PA00084968    | Inscrit      | 1982  | weitere Bilder |
| Protestantische Kirche Scharrachbergheim | ehemaliger Chorturm, 12. Jahrhundert, Schiff und Chor von 1895/96 | Scharrachbergheim, rue de l’Église (Lage)   | PA00084969    | Classé       | 1893  | weitere Bilder |

## Liste der Objekte
| Bezeichnung | Beschreibung               | Standort                                                 | Kennzeichnung | Schutzstatus | Datum | Bild |
| ----------- | -------------------------- | -------------------------------------------------------- | ------------- | ------------ | ----- | ---- |
| Taufbecken  | Sandstein, 12. Jahrhundert | Irmstett, (bei) 15 rue du Moulin (Lage)                  | PM67000607    | Classé       | 1977  |      |
| Glocke      | Bronze, 1446 gegossen      | Scharrachbergheim, in der protestantischen Kirche (Lage) | PM67000307    | Classé       | 1982  |      |